# Маккаллум, Малькольм
Малькольм Маккаллум (англ. Malcolm A.H MacCallum; род. 8 февраля 1944, Carshalton, Большой Лондон) — британский физик. Доктор философии (1971). Эмерит-профессор Лондонского университета королевы Марии.

## Биография
С 1963 по 1970 год обучался в кембриджском Кингс-колледже и затем по 1976 год работал там же. Получил степени бакалавра, магистра (1970) и доктора философии (1971). Для последней занимался под началом сперва Денниса У. Сиамы, а затем Джорджа Эллиса. С 1976 года в Лондонском университете королевы Марии: лектор, с 1981 года райдер, с 1986 по 2009 год профессор прикладной математики, одновременно в 1987—1990 и вновь с 1996 года декан факультета информатики и математических наук, перед последним сроком с 1993 года директор по математике, с 1999 года заведующий кафедрой информатики (компьютерных наук), с 2002 года вице-принципал по науке и инженерии. С 2009 по 2012 год директор института математических исследований и приглашённый профессор математики Бристольского университета.
С 2010 по 2013 год президент Международного общества общей теории относительности и гравитации, а перед тем с 1995 года его секретарь. Член Международного астрономического союза. Фелло Institute of Mathematics and its Applications, Королевского астрономического общества, Института физики.
Опубликовал более 150 работ.